# Герсем
Герсем (Гершем, Гершам) (*д/н — 614) — цар Аксуму в 600—614 роках.

## Життєпис
Ймовірно син царя Сайфу. Посів трон близько 600 року після смерті брата Ісраела. Відомий завдяки своїм золотим монетам. Висувається гіпотеза, що став останнім царем Аксуму, що карбував золоті монети. Це свідчить, що Герсем ще намагався підтримувати вплив Аксуму серед держав Аравії та Червоного моря.
Помер близько 614 року. Йому спадкував син Арма.